# Gatta di Sant'Andrea

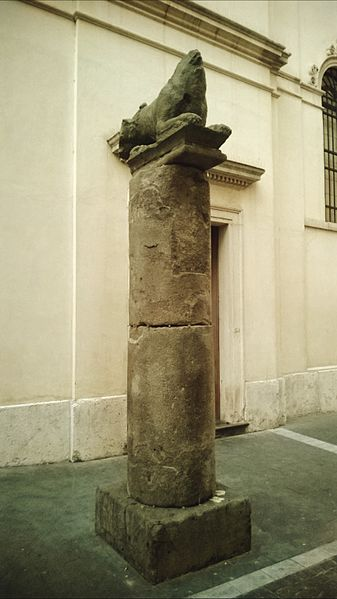
Gatta di Sant'Andrea in Padua, Italië

De Gatta di Sant’Andrea of, letterlijk de Kat van de Sint-Andrieskerk, is een monument in de Noord-Italiaanse stad Padua, in de Via Sant’Andrea, naast de Sant’Andreakerk. Dit is een van de hoogste punten van Padua.
Het monument bestaat uit een leeuwenkop op een zuil. De leeuwenkop gaat terug tot de middeleeuwen, maar de huidige versie dateert van 2015. De leeuwenkop staat op een zuil uit de Romeinse Tijd.

## Historiek
In 1209 won de stadstaat Padua een oorlog tegen het markgraafschap Ferrara, bestuurd door het Huis Este. Als trofee namen de Paduanen een leeuwenkop mee, die het Huis Este symboliseerde. Ter herinnering aan de overwinning liet de podestà van Padua deze op een Romeinse zuil plaatsen. Nadat de plooien met Ferrara waren glad gestreken, schonk de podestà de leeuwenkop terug en liet deze vervangen door een kopie (1212). Een zekere Daniele beeldhouwde de kopie.
In 1797 smeten Franse troepen de leeuwenkop stuk, want deze stond voor hem symbool van de ter ziele gegane republiek Venetië. In de 19e eeuw kwam er een kopie gemaakt door Felice Chiereghini. Er volgde nog een kopie in 1914, nadat de leeuwenkop beschadigd was door vandalen. De versie van Chiereghini bleef het voorbeeld ervan. 
In 2013 reed een vrachtwagen de zuil omver en de leeuwenkop brak in stukken uiteen. De gerestaureerde leeuwenkop kreeg een ereplaats in het gemeentehuis en op de bewuste plek in de Via Sant’Andrea kwam een moderne kopie (2015).